# كاتوليكا
كاتوليكا (بالإيطالية: Cattolica، بلغة رومانيولو:Catòlga)‏ هي بلدية في مقاطعة ريميني في إقليم إميليا رومانيا في إيطاليا. بلغ عدد سكانها 16,233 حسب تعداد عام 2007.

## السكان
في سنة 1861 بلغ عدد السكان 2٬106 نسمة، وتطور العدد ليصل في سنة 2011 لـ 16٬550 نسمة.
يظهر هذا المخطط البياني تطور النمو السكاني لـ كاتوليكا

## توأمة
لكاتوليكا اتفاقيات توأمة مع كل من:
- دبرتسن (28 يونيو 1998 - )[11]
- كورتينا دامبيدزو
- هودونين (1996 - )[11]
- سينت ديه دي فوج (1997 - )[11]
- Faches-Thumesnil [الإنجليزية]‏ منذ (1979 - )[11]
- ناوسا [11]
- بورتو نوفو [الإنجليزية]‏ (30 سبتمبر 1994 - )[11]
- St Neots [الإنجليزية]‏ [11]
- شتولبرغ [11]

## أعلام
- نيكولو أنتونيلي
- ألبرتا فيريتي
- أندريا مينو
- أليساندرو جيورجي
- أندريا سينسياريني